# 이고리 군기

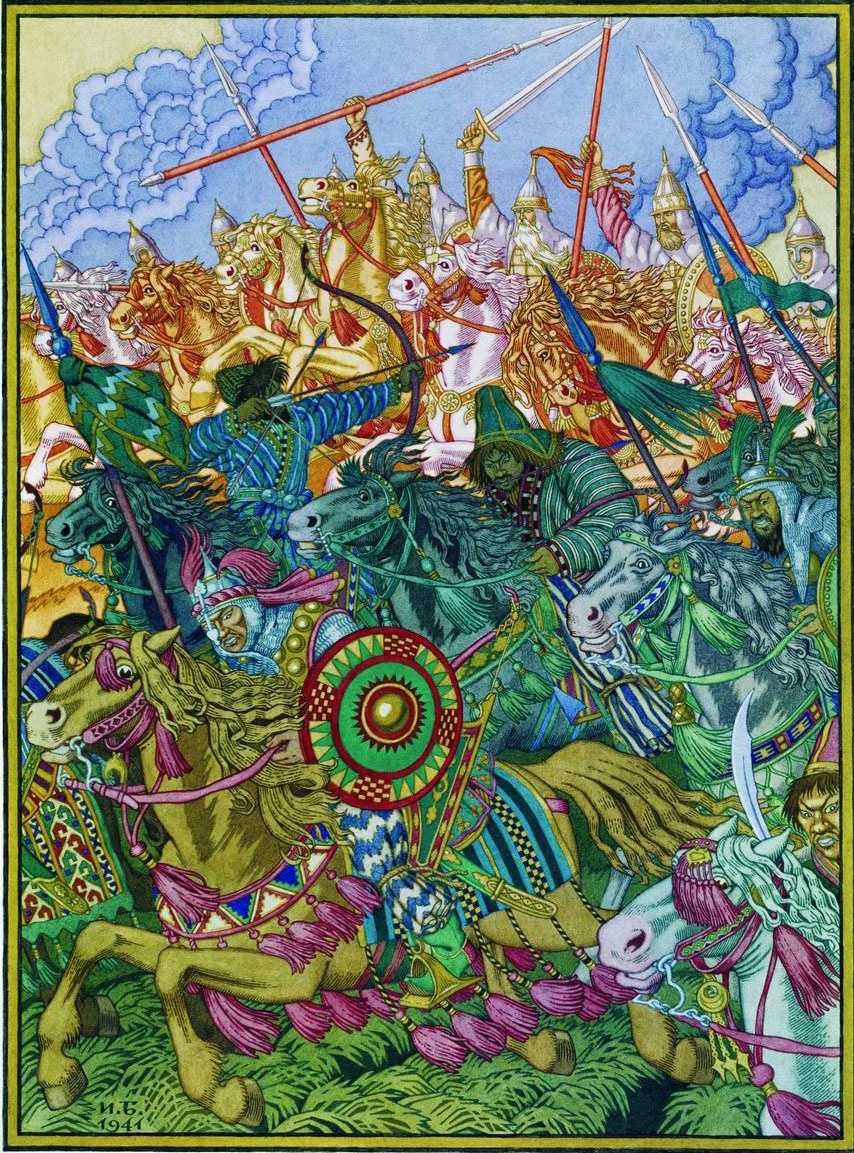
1941년 삽화

《이고리 군기》(고대 동슬라브어: Слово о плъку Игорєвѣ)는 키예프 루스의 서사시로, 《원초 연대기》와 함께 키예프 루스 시대에서 가장 뛰어난 것으로 꼽히는 문학 작품들 중 하나이다. 이 작품은 오랜 동안 묻혀 있었으나 18세기 말에 발견되어 1800년에 간행되었다.

## 줄거리
주요 소재는 키예프 루스의 대공 이고리 스뱌토슬라비치가 그 무렵 더욱 빈번하게 키예프 루스를 침범한 폴로베츠인들을 응징하기 위해 일족을 이끌고 출정한 원정이다. 적군과 조우한 루스군은  최초의 싸움에서는 혁혁한 승리를 거두나 다음날에는 전력을 가다듬은 폴로베츠인에게 크게 패하여 이고리 스뱌토슬라비치와 그 아들은 포로가 된다. 이 소식을 들은 이고리 류리코비치의 아내인 야로슬라브냐가 바람과 드네프르 강과 태양을 향해 자신의 불행을 한탄하고 남편인 이고리 스뱌토슬라비치의 구원을 원하며 “두견새로 변하여 도나우강을 훨훨 날아가자, 물에 적신 옷소매로 낭군님의 상처의 피를 씻기 위해서”라고 기원하였는데, 그 후 얼마 있다가 이고리 스뱌토슬라비치와 그의 아들은 감시의 눈을 피해서 탈출하고 키예프 루스에 귀환하며 이고리 대공과 병사들에 대한 축복의 말과 함께 이야기는 끝난다. 이 사건 자체는 원초 연대기에도 기록되어 있으나 <이고리 군기>의 작자는 사건의 단순한 기록에 중점을 둔 원초 연대기와는 다른 방식으로 이고리 스뱌토슬라비치의 원정을 묘사하고 있다.

## 작품의 특징
작자는 우선 전설적인 음유시인인 보얀을 회상하여 그 시재를 찬양하고 광야에서의 격전을 왕년에 있었던 키예프 루스의 회전 (會戰)에 비교, 이고리 스뱌토슬라비치의 패전과 루스인들의 재난을 초래한 원인이 된 제후들의 내분을 비판하고 있다. 키예프 루스를 위해 이고리 스뱌토슬라비치의 마음의 상처에 보답하기 위해 분기할 것을 촉구하는 부르짖음은 이 작품에 독특한 절박감을 불어 넣고 있다.
<이고리 군기>의 작자는 불명이다. 이고리 스뱌토슬라비치의 수행원 중의 한 사람이 아니면 당시의 음유시인에 의한 것으로도 생각되는데 고도의 문학적 기법을 사용하고 있는 것으로 미루어 깊은 교양을 지닌 시인인 것만은 확실하다. 또 이 작품이 성립된 정확한 연대도 뚜렷하지 않다. 다만 이고리 스뱌토슬라비치와 그 아들의 귀국한 년도가 1185년으로 나오기 때문에 사건이 일어난 2년 후인 1187년 경에 저술된 것이 아닌가 추정된다.
그러나 이 작품이 너무나 걸출한 데다가, 더욱이 핵심이 되는 사본이 소실되어 현존하지 않기 때문에 후세의 위작이 아닌가 하는 의견이 지금도 끊이지 않고 있다.

## 같이 보기
- 이고리 스뱌토슬라비치
- 원초 연대기